# ジェアン・モタ・オリヴェイラ・ジ・ソウザ
ジェアン・モタ（Jean Mota）ことジェアン・モタ・オリヴェイラ・ジ・ソウザ（ポルトガル語: Jean Mota Oliveira de Souza、1993年10月15日 - ）は、ブラジルのサッカー選手。ポジションはDFまたはMF。

## クラブ歴

### ポルトゥゲーザ
アソシアソン・ポルトゥゲーザ・ジ・デスポルトスのユース出身。2012年3月21日に行われたコパ・ド・ブラジルのクイアバEC戦でエンヒキに代えて投入されて初出場。2013年5月28日に2015年まで契約を延長した。6月8日にカンピオナート・ブラジレイロ・セリエA初出場。2014シーズンは左サイドバックとしてカンピオナート・ブラジレイロ・セリエBで活躍した。9月19日に初得点を記録。

### フォルタレーザ
2015年5月にポルトゥゲーザから放出されたため、9月16日にフォルタレーザECに加入。レギュラーとしてカンピオナート・セアレンセ制覇に貢献した。

### サントス
2016年6月6日に4年契約でサントスFCに加入したが、当初はBチームに割り当てられた。なお公式発表は加入3日後であった。6月26日のサンパウロFC戦でルーカス・リマに代えて投入され移籍後初出場。7月24日に移籍後初得点を記録した。2017年4月19日にコパ・リベルタドーレス2017でコパ・リベルタドーレス初出場となったがこの試合で退場した。その後、ゼカとカジューが負傷し、左サイドバックのレギュラーとなった。7月18日に2022年6月まで契約を延長した。

### インテル・マイアミ
2021年12月12日、インテル・マイアミCFへの移籍が発表された。

## タイトル

### クラブ
ポルトゥゲーザ
- カンピオナート・パウリスタ・セリエA2: 2013

フォルタレーザ
- カンピオナート・セアレンセ: 2016

### 個人
- カンピオナート・セアレンセ最優秀選手賞: 2016[15]